# Jimmy Bullard
James Richard Bullard, mais conhecido como Jimmy Bullard (Londres, 23 de Outubro de 1979), é um ex-futebolista inglês que atuava como meio-campo.

## Carreira
Antes do inicio de sua carreira profissional, Bullard atuava na área do designer, mas acabou deixando essa carreira de lado para se tornar um futebolista. Retornou aos vinte anos, defendendo o inexpressivo Gravesend & Northfleet, sendo após uma temporada, contratado pelo West Ham United, porém, durante duas temporadas nunca atuou na equipe principal.
Acabou conseguindo sua liberação dos Hammers através da justiça, e posteriormente, assinou contrato com o Peterborough United, ficando duas temporadas, com ótimas atuações, o que rendeu um contrato com o Wigan Athletic. No Wigan, viveu os melhores momentos na carreira, conseguindo a classificação para a Premier League, além de ser finalista da Copa da Liga.
Após três temporadas, foi contratado pelo Fulham, equipe na qual, viveu um de seus piores momentos na carreira, sofrendo uma grave lesão do joelho, rompendo os ligamentos. De inicio, a lesão parecia ser leve, mas acabou sendo pior que o primeiro diagnóstico, fazendo com que ficasse muito tempo "encostado". Apesar de, durante esse período ter sido convocado para o English Team, mas não entrando em campo.
Vivendo com suas sucessivas lesões, e tendo mais um ano de contrato, a diretoria do Fulham disse a Bullard que não renovaria seu contrato, fazendo com que conseguisse sua liberação em 23 de janeiro de 2009, quando o Hull City pagou cinco milhões de euros por seu passe. E, logo em sua estreia, sofreu uma nova lesão no joelho, ficando mais uma vez "encostado". Porém, em seu retorno, foi um dos principais jogadores do Hull, sendo eleito o melhor jogador do mês de novembro do mesmo ano e, logo em seguida, Bullard foi afetado por mais uma lesão.
Por conta de suas lesões, acabou ficando sem espaço na equipe do Hull, sendo emprestado ao Ipswich Town em 27 de janeiro de 2011. Durante sua passagem pelo Ipswich, teve ótimo desempenho, marcando cinco vezes em dezesseis partidas, sendo eleito pelos torcedores o melhor jogador do clube no campeonato, apesar de seu curto período no clube (três meses). No seu retorno ao Hull, durante a pré-temporada, acabaria sendo suspenso pela diretoria durante duas semanas.[carece de fontes?] Por conta disso, não permanenceu no clube, se transferindo em 25 de agosto em definitivo para o Ipswich, firmando um contrato de duas temporadas.
Deixou o Ipswith no mesmo mês que completava um ano defendendo o clube, após ser dispensado pela direção do clube. A dispensa aconteceu principalmente por conta da suspensão que recebeu por perder um treino após sair para beber com seu então companheiro de clube Michael Chopra na noite anterior, deixando os dirigentes do clube furiosos devído a suas atuações abaixo do nível esperado. Bullard acertou logo em seguida um contrato de curta duração com o Milton Keynes Dons, disputando duas partidas (ambas entrando no decorrer do segundo tempo), no entanto, para a surpresa de todos, anunciou sua aposentadoria do futebol profissional em 1 de outubro de 2012.